# Bouloz
Bouloz är en ort i kommunen Le Flon i kantonen Fribourg, Schweiz. Bouloz var tidigare en egen kommun, men 1 januari 2004 slogs kommunerna Bouloz, Pont och Porsel ihop till den nya kommunen Le Flon.